# Rubens Peale

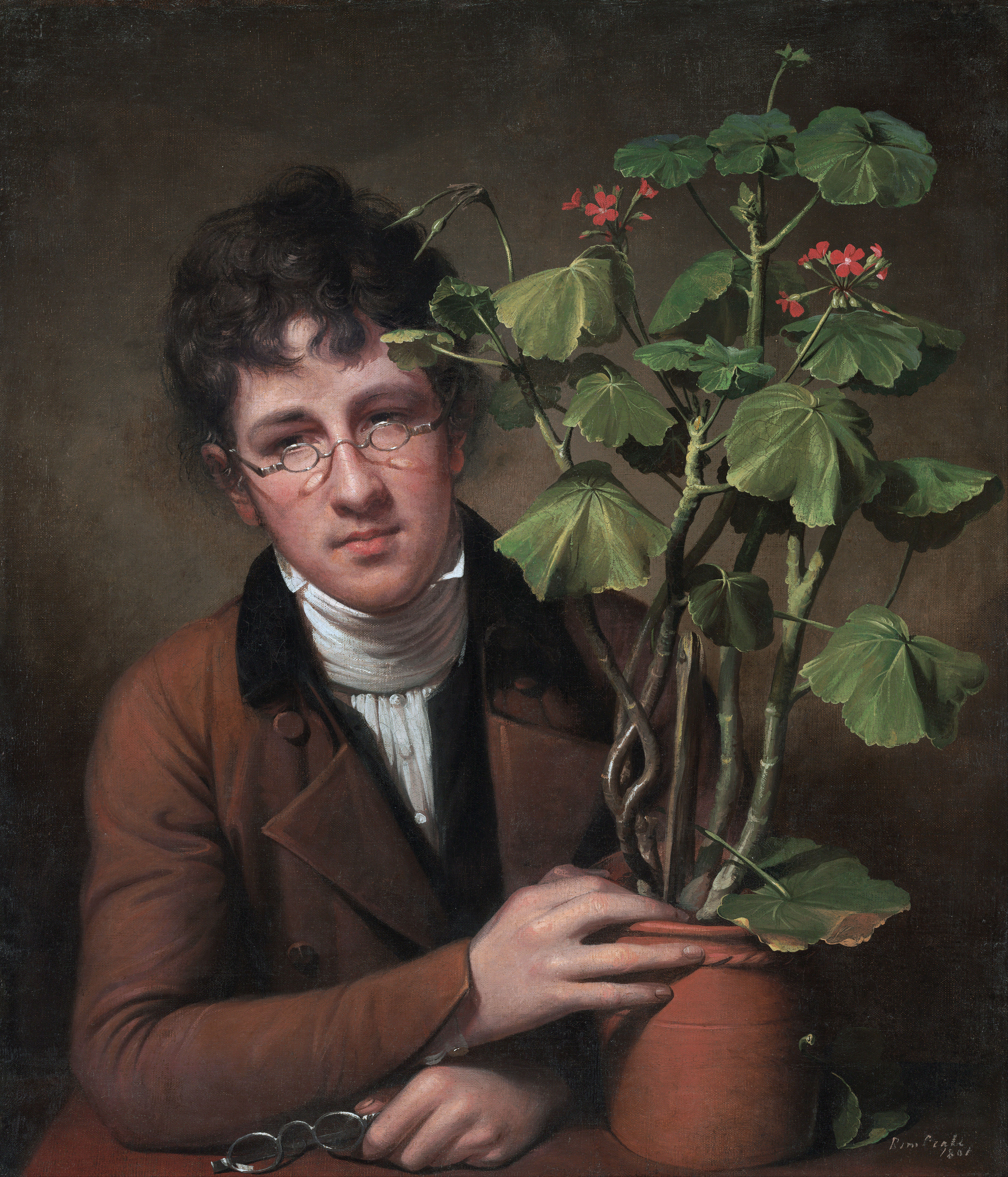
Rembrandt Peale: Rubens Peale with a Geranium (1801). National Gallery of Art, Washington D. C.

Rubens Peale (* 4. Mai 1784 in Philadelphia, Pennsylvania; † 17. Juli 1865 ebenda) war ein US-amerikanischer Stilllebenmaler und Museumsdirektor. Er war Mitglied der Peale-Familie.

## Leben
Rubens Peale wurde als eines von siebzehn Kindern des Malers, Künstlers und Gelehrten Charles Willson Peale geboren. Er war der jüngere Bruder des Malers Rembrandt Peale und wuchs in einem von Kunst, Wissenschaft und politischem Engagement geprägten Umfeld auf. Aufgrund einer starken Sehschwäche konnte er selbst lange Zeit keine künstlerische Laufbahn einschlagen und wandte sich stattdessen organisatorischen und wissenschaftlichen Tätigkeiten zu.
Ab 1810 leitete Rubens Peale das von seinem Vater gegründete Philadelphia Museum. In den 1820er Jahren übernahm er die Leitung des Peale Museums in Baltimore. 1825 gründete er schließlich in New York City ein eigenes Museum: das Rubens Peale’s Museum of Natural History and Science. Dieses musste jedoch etwa 1837 aufgrund finanzieller Schwierigkeiten wieder schließen.
Erst im Ruhestand, ab etwa 1855, begann Rubens Peale, selbst künstlerisch tätig zu werden, und widmete sich intensiv der Stilllebenmalerei. In seinen letzten Lebensjahren lebte er mit seiner Familie in Germantown, einem heutigen Stadtteil von Philadelphia, wo er weiterhin malte und sich der Botanik widmete. Er starb im Jahr 1865 in Philadelphia.

## Werk

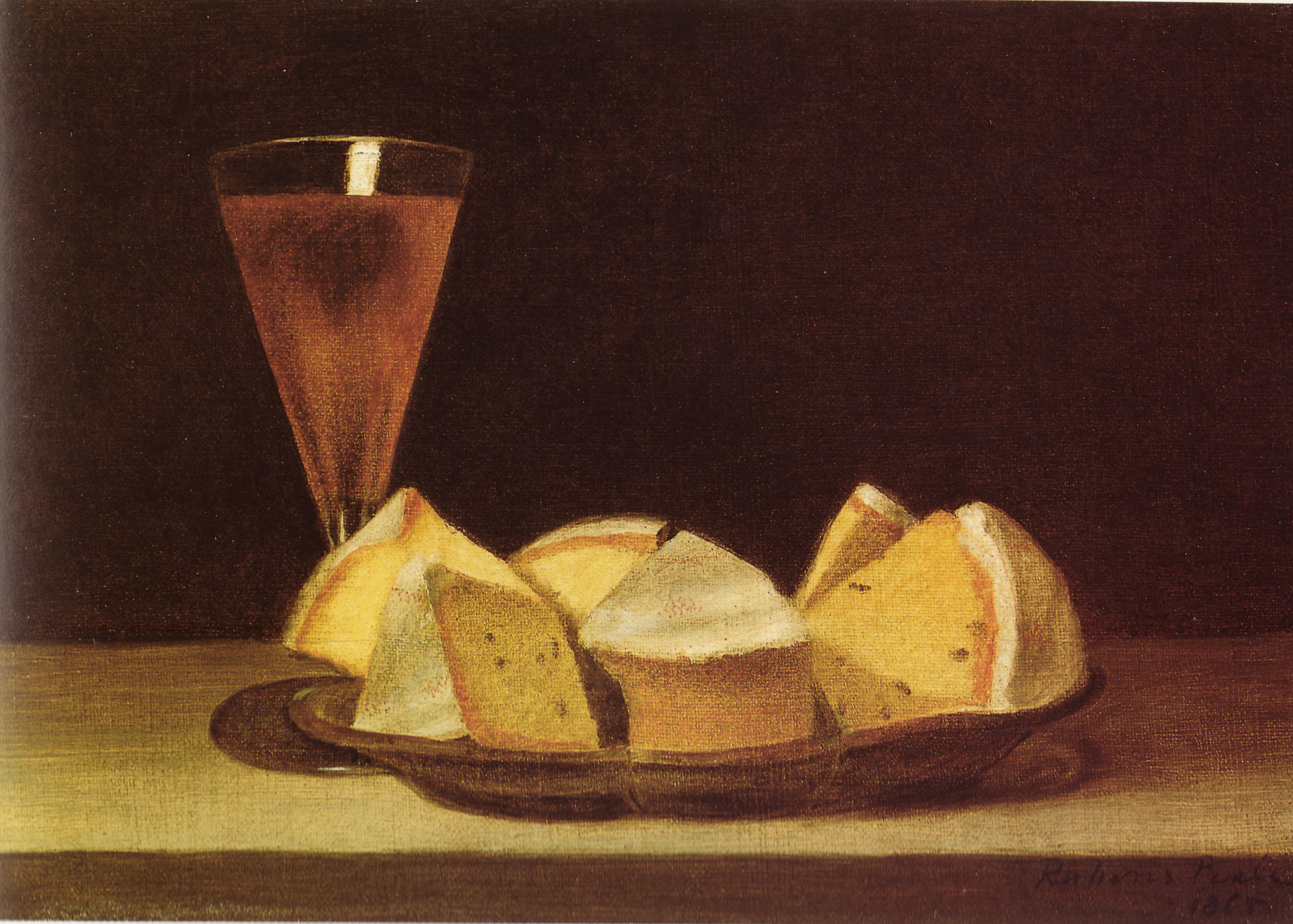
Rubens Peale: Cake and wine glass (1865)

Das künstlerische Werk von Rubens Peale entstand vorwiegend in seinen späteren Lebensjahren. Er schuf zahlreiche Stillleben, die sich durch Detailgenauigkeit, Klarheit und eine ruhige, beinah meditative Komposition auszeichnen. Häufige Motive sind Früchte, Blumen, Glasgefäße und Bücher, die er mit großem Interesse für Lichtführung und Stofflichkeit darstellte. Stilistisch orientierte er sich an der amerikanischen Stillleben-Tradition des 19. Jahrhunderts, insbesondere an den Werken seines Neffen Severin Roesen und seines Bruders Raphaelle Peale.
Seine Malerei zeichnet sich durch eine gewisse Strenge in der Anordnung der Objekte aus, gepaart mit subtilen Farbwerten und einer realistischen Wiedergabe. Rubens Peale war kein experimentierfreudiger Künstler, sondern ein sorgfältiger Beobachter, der seine Leidenschaft für Natur, Wissenschaft und Ordnung auch in der Kunst zum Ausdruck brachte.